# Scrivener (logiciel)
Pour les articles homonymes, voir Scrivener.
Scrivener est un logiciel propriétaire de prise de notes et de traitement de texte publié sur Mac OS X dès 2007. Depuis 2010, le logiciel est disponible pour Windows et Linux.
À partir de la version 2, le logiciel n'est disponible que sous Mac OS X et Windows et sous IOS à partir de la version 3.
C'est un logiciel qui est surtout utilisé pour travailler des récits et autres textes littéraires.